# Nicolaus Rosinius
Nicolaus Canuti Rosinius, född 1706, död 24 maj 1771 i Hults församling, Jönköpings län, var en svensk präst.

## Biografi
Nicolaus Rosinius föddes 1706. Han var son till komministern Canutus Rosinius och Margaretha Rymonia i Bellö församling. Han blev 1728 student vid Uppsala universitet och prästvigdes 1732. Rosinius blev adjunkt i Bellö församling och 1737 komminister i Bellö församlinge efter sin far. År 1762 blev han kyrkoherde i Hults församling. Han avled 24 maj 1771 i Hults församling.

### Familj
Rosinius gifte sig första gången 1738 med Fredrika Regnander. Hon var dotter till en inspektor. De fick tillsammans tre söner och fem döttrar. Rosinius gifte sig andra gången med Sara Margaretha Asperoth. De fick tillsammans en son som blev major. Rosinius gifte sig tredje gången med Anna Elisabeth Ödel. Hon var dotter till en major. De fick tillsammans barnen Johan Adam Rosinius och officeren Jonas.